# Popovac (Crveni krst)
Popovac (em cirílico: Поповац) é uma vila da Sérvia localizada no município de Crveni krst, pertencente ao distrito de Nišava, na região de Ponišavlje. A sua população era de 2855 habitantes segundo o censo de 2011.

## Demografia
| 1948 | 1953 | 1961 | 1971 | 1981 | 1991 | 2002 | 2011 |
| ---- | ---- | ---- | ---- | ---- | ---- | ---- | ---- |
| 1508 | 1638 | 1839 | 2064 | 2362 | 2517 | 2588 | 2855 |